# Teti (Nuoro)
Teti (en sard, Teti) és un municipi italià, dins de la província de Nuoro. L'any 2007 tenia 807 habitants. Es troba a la regió de Barbagia di Ollolai Limita amb els municipis d'Austis, Ollolai, Olzai, Ovodda i Tiana.

## Administració
| Període | Identitat      | Partit        |
| ------- | -------------- | ------------- |
| 2005-   | Pietro Galisai | Llista Cívica |